# أندي جاكسون (لاعب كرة قدم)
أندي جاكسون (بالإنجليزية: Andy Jackson)‏ هو لاعب كرة قدم بريطاني (وحمل سابقاً جنسية المملكة المتحدة لبريطانيا العظمى وأيرلندا) في مركز نصف الجناح، ولد في 1891 في المملكة المتحدة، وتوفي في 30 سبتمبر 1918 في فلاندرز الغربية في بلجيكا. لعب مع نادي ميدلزبره.

## وصلات خارجية
- أندي جاكسون على موقع قاعدة بيانات كرة القدم.إي يو (الإنجليزية)